# Die Horen (Schiller)
Die Horen war eine von 1795 bis 1797 von Friedrich Schiller herausgegebene Literaturzeitschrift. Sie erschien monatlich in der Cotta’schen Verlagsbuchhandlung in Tübingen.
Durch die Mitarbeit führender Vertreter der Kultur in Deutschland gilt sie als Gründungselement der Weimarer Klassik und hatte großen Einfluss auf die deutsche Geistesgeschichte.

## Geschichte
1794 plante der Verleger Johann Friedrich Cotta eine politische Tageszeitung. Doch Schiller, dem in Betrachtung der Vorgänge der Französischen Revolution die Politik immer fremder geworden war, wünschte ein Journal für Weltbürger, das Philosophie und Kunst gewidmet sein sollte. Schiller und Cotta einigten sich auf zwei Projekte: Zum einen ein politisches Magazin, „Die europäischen Annalen“, das als „Allgemeine Zeitung“ zur bedeutendsten Zeitung des 19. Jahrhunderts wurde, wobei Schiller sich schon nach kurzer Zeit zurückgezogen hatte.
Zum anderen wurde der Vertrag über „Die Horen“ unterzeichnet. Als Mitarbeiter konnte Schiller nicht nur Johann Wolfgang von Goethe, sondern auch Johann Gottlieb Fichte, die Brüder Wilhelm und Alexander von Humboldt, Karl Ludwig von Woltmann und andere gewinnen. 1797 wurde die Publikation eingestellt, doch blieben „Die Horen“ das Modell für anspruchsvolle Zeitschriftenprojekte. Nicht selten finden sich in Journalen Vergleiche oder Anspielungen auf Schillers Zeitschrift.
In den „Horen“ erschien 1795 erstmals Goethes Märchen und Alexander von Humboldts einzige literarische Erzählung, „Die Lebenskraft oder der Rhodische Genius“.

## Ankündigung „Die Horen“
In seiner 1794 erschienenen Ankündigung der Zeitschrift „Die Horen“ erklärt Friedrich Schiller die Absichten, die er mit seiner kommenden Zeitschrift verfolgte. Dabei versucht er erst durch eine gewollte Abspaltung von den wohl für diese Zeit typischen Themen der gesellschaftlichen und politischen Situation Aufmerksamkeit zu erlangen –
„… Unterhaltung soll sie gewidmet sein … Mitten in diesem politischen Tumult soll sie für Musen und Charitinnen einen engen, vertraulichen Zirkel schließen …“ –,
um dann das beschriebene Thema wieder auf die Gesellschaft zurückzuführen.
Schiller beschreibt die Gesellschaft als das, was sie grundsätzlich völlig selbstverständlich ist, ein Organ der Masse, in der er seiner Zeitschrift einen Sonderstatus einräumt, denn sie besinne sich endlich auf althergebrachte Ideale, die höheren Interessen, das rein Menschliche, das über Zweifel erhaben sei. Die Zeitschrift solle dem Leser rein leidenschaftsfreie Unterhaltung widmen, ohne dabei die aktuellen Themen, die aktuelle politische oder weltliche Situation zu thematisieren.
Ganz von der Realität entfernen möchte Schiller sich jedoch trotzdem nicht; er will versuchen, das Vergangene anhand der Geschichte, die als Thematik ganz typisch für die Aufklärung ist, und das Kommende anhand der Philosophie zu diskutieren, um die wahre Humanität ans Licht zu bringen. Die Gegenwart vernachlässigt Schiller mit Absicht, um einem meinungsstreiterischen Dialog aus dem Weg zu gehen.
Schiller vertritt die Ansicht, dass, wenn sich die Menschen auf die in der (antiken) Philosophie und Geschichte vorhandenen Ideale besinnen, dies automatisch einen Wandel der Gesellschaft mit sich bringe. Schiller verfolgt also die Intention, dem Leser diese Ideale wieder näherzubringen, ihn von dem Gedanken der Masse wegzuleiten und das Interesse auf seine eigene Situation als Individuum in der Gesellschaft zu lenken:
„Aber je mehr das beschränkte Interesse der Gegenwart die Gemüter in Spannung setzt, einengt und unterjocht …, desto größer wird das Bedürfnis sie wieder in Freiheit zu versetzen.“
Schiller möchte erst diesen Wandel vollzogen sehen, um darauf aufbauend gesellschaftliche wie wissenschaftliche und politische Revolutionen zu ermöglichen. Dabei versucht er die Zeitschrift als Vereinigung der „schönen“ und der gelehrten Welt darzustellen und so Kunst und Wissenschaft in einem „Zirkel“ zu verbinden. Ganz klar wird, dass die Zeitschrift sich deutlich von Themen abheben möchte, die allein den Einzelnen interessieren könnten.

## Bedeutung des Namens
Die Horen sind als Töchter des Zeus und der Themis Figuren der griechischen Sagenwelt. Sie sind die Göttinnen der Jahreszeiten, des Schönen und der Ordnung. Wohlgesinnt wachen sie über das Menschenwerk und bewachen, wie Homer in der Ilias berichtet, die Himmelstore, indem sie das dichte Gewölk unter Donnerdröhnen weg- oder vorschieben.
Goethe mit seinen Propyläen und ebenso die Romantiker mit ihrer Zeitschrift Athenäum stehen nicht nur programmatisch, sondern auch mythologisch in der Tradition von Schillers Horen. Goethe führt bereits mit dem Titel seines Journals das Publikum durch das bewachte Tor in die Eingangshalle des Heiligtums. Das Magazin Atheneum endlich zeigt mit seinem Namen, dass es den griechischen Tempel selbst als das versammelnde Moment begreift.
Auf dem Titelblatt von Kleists Phöbus (1808) wird der Apollowagen von den Horen geleitet.
Die Annahme eines Verweises auf ebendieses Bild liegt nahe, wenn Goethe in seinem Faust II schreibt: Horchet! horcht dem Sturm der Horen! / Tönend wird für Geistesohren / Schon der neue Tag geboren. / Felsentore knarren rasselnd, / Phöbus' Räder rollen prasselnd, / Welch Getöse bringt das Licht!
Die seit 1955 vierteljährlich zunächst in Hannover, später in Bremerhaven und Göttingen erscheinende Literaturzeitschrift „Die Horen“ von Kurt Morawietz lehnt sich im Titel an das große Vorbild an.

## Gründe für die Veröffentlichung
Bei der Veröffentlichung spielten für Friedrich Schiller neben den ideellen sicherlich auch ökonomische Gründe eine Rolle. Der Dichter wollte und musste sich endlich ein sicheres Jahreseinkommen schaffen. Goethe verdiente damals zehnmal so viel wie er.
Ideelles Ziel dieses ehrgeizigen Projekts war es, die Kulturnation Deutschland, die keine Hauptstadt hatte, nun durch eine Hauptzeitschrift und intellektuelle Zentralisierung zusammenzuschließen. Die großen Autoren der Zeit und das umfangreiche Gesamtpublikum sollten jene Kulturnation bilden. Schiller träumte von einer kulturellen Vereinigung der Deutschen in einer literarischen Assoziation.

## Programmatische Forderungen und Folgen
Die Zeitschrift sah sich als eine offene Vereinigung der schönen und gelehrten Welt, die sowohl das gebildete Laienpublikum als auch die Akademiker erreichen wollte. Die Horen verbanden die schönen Künste und die Wissenschaften in einem Prozess gegenseitiger Bildung.
In der Zeitschrift fanden sich lediglich Beiträge, die von allgemeinem Interesse waren und mehr boten als bloße Unterhaltung. Vermieden wurden Beiträge, die das Publikum entzweien oder gar die Kulturnation zerreißen konnten. Damit waren politische und religiöse Themen weitestgehend tabu, wie sie sonst von den Journalen aufgegriffen wurden.
In den Horen gab es viele Beiträge aus dem Bereich der Geschichtswissenschaft, auch zukünftige Entwicklungen in der Philosophie wurden rege diskutiert, die Gegenwart jedoch blieb ausgespart, wie schon oben erwähnt. Denn man fürchtete, dass die Zeitgeschichte das Bild des unreinen Parteigeistes (unrein = Unordnung, Partikularismus) in eine Welt tragen würde, wo Reinheit (= Unparteilichkeit) als Gesetzmäßigkeit galt. Obwohl auf politische Themen nicht konkret eingegangen wurde, enthielt die Zeitschrift antirevolutionäre Akzente, die sich aus der Aufgabe, die „wahre Humanität“ zu fördern, ergaben.

### Geschichtsphilosophisches Ideal
Traum von veredelter Menschlichkeit und reinem Humanismus. Der hohe Stellenwert der Kunst ist der, als Vermittlerin der Wahrheit und der Schönheit die Form und den inneren Gehalt zusammenzuführen (Konzept der ästhetischen Erziehung).

### Humanitätsphilosophie
Freiheit aus politisch-ideellem Raum im Zeichen von Wahrheit und Schönheit; „Freiheit von politischem zu ästhetischem Konzept“.
Napoleon sagte einst:  „Die Politik ist das Schicksal ihrer selbst.“ Die Horen ihrerseits sind die „welterhaltende Ordnung, aus der alles Gute fließt“. Als Göttinnen sind sie antirevolutionär und voll von schöner Menschlichkeit. Doch zeigt sich in ihnen auch die Flucht der Geister aus der zeitlichen in die überzeitliche Ordnung als Hypothek der deutschen Klassik.